# 第39回NHK紅白歌合戦
『第39回NHK紅白歌合戦』（だいさんじゅうきゅうかいエヌエイチケイこうはくうたがっせん）は、1988年（昭和63年）12月31日にNHKホールで行われた、通算39回目で昭和時代最後のNHK紅白歌合戦。21時から23時45分にNHKで生放送された。

## 概要
- この年9月に昭和天皇の病状が悪化し、日本全国で華美な放送やCMを控える自粛ムードが高まっており、この年の紅白は中止になるかと懸念されていたが、当時NHK放送総局長の遠藤利男が11月17日の会見で「（今年の紅白を）実施したい」と発言[1]。その発言通りに開催された。なお、昭和天皇は本紅白1週間後の1989年1月7日に崩御したため、昭和での紅白は今回が最後となった。
- 両組司会は2年連続で和田アキ子・加山雄三（3年連続）が担当（前回の2人の実績が買われてのものである[2]）。一方、総合司会には杉浦圭子（この年4月に『7時のニュース』から新たに立ち上げられた『歌謡パレード'88』の司会に異動）が初起用、女性の総合司会起用は史上初である。加山はNHKアナウンサー以外の人物で史上初の3回並びに3年連続の白組司会担当となった。
- 司会陣にNHKの男性アナウンサーが起用されなかった事例および総合司会に男性が起用されなかった事例は今回が初めて。
- 両組司会の候補には、和田・加山の他に由紀さおり・北島三郎のコンビ案もあったという。なお、総合司会に起用された杉浦は前回同様、紅組司会での起用プランもあった[3]。
- 今回は前回よりも各1組増加し、第34回（1983年）以来5年ぶりの紅白出場歌手各合計21組となった。
- オープニングは客席から杉浦の喋りの後に、ホールの緞帳が上がり和太鼓の演奏からスタート。その後、和田と加山が登場して短くトークを行い上手・下手の通用口から歌手の一組が持つプラカードを先頭にそのほかの歌手の入場が行われた。入場時の歌手紹介はこの年のソウルオリンピックで実況を務めた島村俊治（当時NHKアナウンサー）が担当した。「選手宣誓」は、紅組は中山美穂、対する白組は当時7名の光GENJIで、史上最多の8名での宣誓となり、宣誓文も第31回（1980年）以前の「我々はアーティスト精神に則り、正々堂々、敵をノックアウトするまで戦う事を誓います!!」に戻された。
- 和田は、前回紅組トリを担当したが、今回は中盤でのステージとなった。和田の歌手としての出番の曲紹介は小林幸子・佐藤しのぶ・瀬川瑛子が行った。今回歌った「だってしょうがないじゃない」は翌年にかけてさらに売れ出し、翌年の第40回（1989年）でも歌唱された。
- 加山が歌手として出演する際の代理の曲紹介は五木ひろしと森進一が行った。
- 紅組トリは10年連続出場達成の小林幸子が務め、2年連続で「雪椿」を披露した。
- 白組トリおよび大トリは25回出場を果たした北島三郎の「年輪」。
- 今回のトリ選考では、紅組は当初松田聖子が最有力候補だった。その後、「タンスにゴン」のCMが話題になり『歌謡パレード』の今月の歌として発表された「紅とんぼ」を持つ復帰出場のちあきなおみが急追。さらに土壇場で「人生いろいろ」の大ヒットで復帰出場を果たした島倉千代子、「雪椿」がロングヒットを記録していた小林が参戦してくる構図となり、最終的に小林が選出される運びとなった。白組は例年通り北島、五木（前回担当者）、森の接戦となったが、白組司会兼任の加山の「My Way」で締め括ろうという案も出され、紅組以上に混戦状態になった。最終的に「今回は人物ではなく全体的な演出のひとつとして、曲で決めました」と、北島の起用が決定した[4]。
- 優勝は白組。
- 関東地区における平均視聴率は、53.9%となり、またも視聴率ワーストを更新。一方、関西地区では前回の47.8%から54.9%へ、名古屋地区では前回の59.8%から61.2%と視聴率上昇を見せた[5]。
- 和田・加山の両組司会は今回が最後となった[6][7]。なお、加山が初白組司会を担当した1986年（第37回）に放送を開始し、加山の白組司会抜擢のきっかけとなった同局の『加山雄三ショー』は翌年3月に放送を終了している。加山は翌年の第40回でも出場歌手専任でオファーがあったが、「紅白において、僕のやるべきことは全てやり遂げたと思います」と辞退した。
- 翌年の『大河ドラマ』の宣伝演出を行うことが慣例的な中、今回では翌年作品『春日局』の宣伝は特になかった[8]。ただし、同作出演者の五木、吉幾三が出場歌手に選ばれている。
- 今回を以って歌手応援席は廃止（13年後の第52回〈2001年〉の第1部の演歌対決で1回だけ復活している）。
- NHKアーカイブスで視聴できる紅白としては最も新しい紅白である。
- 21時開始の紅白は今回が最後となった他、NHK美術センター[9]のスタッフによる手書き作成だった曲名テロップも翌年からは既存の活字となった事で同じくとなった。
- ブラジルのレコールの「イマージエンス・ド・ジャポン」内での紅白の放送が再開した。ブラジル時間では午前9時30分からの放送だった。

## 司会者
- 紅組司会：和田アキ子
- 白組司会：加山雄三（『加山雄三ショー』司会）
- 総合司会：杉浦圭子（東京アナウンス室）
- ラジオ実況：金子辰雄（東京アナウンス室）

## 演奏
- 三原綱木とザ・ニューブリード・東京放送管弦楽団（指揮 三原綱木）

## 審査員
- 三田佳子（女優）
- 片岡孝夫[10]（歌舞伎俳優）：この年の日本芸術院賞受賞者。
- 伊藤京子（声楽家）：この年紫綬褒章を受章。
- 森祇晶（西武ライオンズ監督）：監督としてライオンズを日本シリーズ三連覇に導く。
- 浅野温子（女優）：この年のベストドレッサー賞受賞者。
- 安野光雅（画家）：この年のNHK特集『ファーブル昆虫記の旅』ナビゲーター。
- 伊勢桃代（国際連合大学事務局長）
- 新井満（作家）：この年『尋ね人の時間』で第99回芥川賞受賞。
- 山口智子（女優）：この年下期の連続テレビ小説『純ちゃんの応援歌』のヒロイン・小野純子役。
- 千代の富士貢（大相撲・横綱）：歴代2位（当時）の53連勝の記録を達成。
- 今西陽一郎・NHK番組制作局長
- ほか地方審査員のみなさん16名[11]

## 大会委員長
- 遠藤利男・NHK放送総局長

## 出場歌手
紅組、      白組、      初出場、      返り咲き。
| 曲順 | 組 | 歌手名           | 回 | 曲目                                 |
| ---- | -- | ---------------- | -- | ------------------------------------ |
| 1    | 紅 | 中山美穂         | 初 | Witches                              |
| 2    | 白 | 光GENJI          | 初 | 光GENJI'88メドレー                   |
| 3    | 紅 | 松田聖子         | 9  | Marrakech〜マラケッシュ〜            |
| 4    | 白 | 少年隊           | 3  | じれったいね                         |
| 5    | 紅 | 工藤静香         | 初 | MUGO・ん…色っぽい                    |
| 6    | 白 | 男闘呼組         | 初 | DAYBREAK                             |
| 7    | 紅 | 中森明菜         | 6  | I MISSED "THE SHOCK"                 |
| 8    | 白 | 近藤真彦         | 8  | あぁ、グッと                         |
| 9    | 紅 | 小泉今日子       | 5  | 快盗ルビイ                           |
| 10   | 白 | チェッカーズ     | 5  | 素直にI'm Sorry                      |
| 11   | 紅 | 坂本冬美         | 初 | 祝い酒                               |
| 12   | 白 | 細川たかし       | 14 | 北緯五十度                           |
| 13   | 紅 | ケー・ウンスク   | 初 | すずめの涙                           |
| 14   | 白 | 堀内孝雄         | 初 | ガキの頃のように                     |
| 15   | 紅 | 松原のぶえ       | 4  | 男なら                               |
| 16   | 白 | 新沼謙治         | 12 | さよなら橋                           |
| 17   | 紅 | 和田アキ子       | 12 | だってしょうがないじゃない           |
| 18   | 白 | 吉幾三           | 3  | 酒よ                                 |
| 19   | 紅 | 岸千恵子         | 初 | 津軽じょんから節                     |
| 20   | 白 | BAKUFU-SLUMP     | 初 | Runner                               |
| 21   | 紅 | 島田歌穂         | 初 | オン・マイ・オウン                   |
| 22   | 白 | タイム・ファイブ | 初 | 星に願いを                           |
| 23   | 紅 | 益田宏美         | 14 | 未成年                               |
| 24   | 白 | TM NETWORK       | 初 | COME ON EVERYBODY '88 FINAL MEGA-MIX |
| 25   | 紅 | 佐藤しのぶ       | 2  | アヴェ・マリア                       |
| 26   | 白 | 加山雄三         | 12 | My Way                               |
| 27   | 紅 | 島倉千代子       | 31 | 人生いろいろ                         |
| 28   | 白 | チョー・ヨンピル | 2  | 恨五百年                             |
| 29   | 紅 | 大月みやこ       | 3  | 乱れ花                               |
| 30   | 白 | 尾形大作         | 2  | いやんなっちゃうなァ                 |
| 31   | 紅 | 瀬川瑛子         | 2  | 憂き世川                             |
| 32   | 白 | 鳥羽一郎         | 2  | 男の港                               |
| 33   | 紅 | 小柳ルミ子       | 18 | 愛のセレブレイション                 |
| 34   | 白 | 菅原洋一         | 22 | ラ・クンパルシータ                   |
| 35   | 紅 | ちあきなおみ     | 9  | 紅とんぼ                             |
| 36   | 白 | 森進一           | 21 | 京都去りがたし                       |
| 37   | 紅 | 石川さゆり       | 11 | 滝の白糸                             |
| 38   | 白 | 五木ひろし       | 18 | 港の五番町                           |
| 39   | 紅 | 五輪真弓         | 5  | Wind and Roses                       |
| 40   | 白 | 谷村新司         | 2  | 群青                                 |
| 41   | 紅 | 小林幸子         | 10 | 雪椿                                 |
| 42   | 白 | 北島三郎         | 25 | 年輪                                 |

### 選考を巡って
「紅白改革」を謳い大幅な出場者刷新・多ジャンル化を目指した前回の方針は今回でも引き継がれた。
- 前回から連続出場の佐藤しのぶ（クラシック）、谷村新司（ニューミュージック）、尾形大作（演歌）らに加え、民謡界からは岸千恵子、ミュージカル界からは島田歌穂、ロック界からはTM NETWORK、BAKUFU-SLUMP、男性コーラスグループのタイム・ファイブらが初出場した（なお、男性コーラスグループの出場は第27回（1976年）に出場したダークダックス以来、12年ぶりのことであった）。
- 前回出場を辞退（紅白卒業宣言）した島倉千代子が、この年「人生いろいろ」（前年発売）の大ヒットにより、NHKに請われる形で第37回（1986年）以来2年ぶりに復帰となった。この復帰出場に対しては「1度降りたのに」と批判の声も上がった。出演を決めた背景には当時療養中だった同曲の作曲者・浜口庫之助[15][16]に「歌う姿を見て元気になって貰いたい」との思いがあったためである[17]。翌年の第40回は落選となったが、その後島倉は第45回（1994年） - 第47回（1996年）、第55回（2004年）に復帰出場している。
- 田原俊彦がこの年「抱きしめてTONIGHT」がヒットし、当初2年ぶりに選出されていたが、前回に落選したこともあって田原曰く「昨年の段階で卒業しました」として辞退を宣言した[18]。今回は代わって、田原と同じジャニーズ事務所の男闘呼組が初めて紅白に出場した。
- 前回の出場歌手の中より今回不選出となった歌手は以下。
  - 紅組：荻野目洋子、金子由香利、川中美幸、小比類巻かほる、神野美伽、八代亜紀、由紀さおり
  - 白組：稲垣潤一、沢田研二、布施明[注 1]、村田英雄、山本譲二、竜童組
- なお、紅白の常連だった小柳ルミ子、岩崎宏美（結婚を機に今回益田宏美へ改名）、ちあきなおみ（今回第28回（1977年）以来11年ぶりに復帰）、五輪真弓、菅原洋一、加山雄三らが今回限りで紅白出場が途切れ、また1980年代デビューの松田聖子、近藤真彦、中森明菜、小泉今日子らが今回限りで初出場からの紅白連続出場がストップした（ただし聖子、中森、加山、近藤はその後紅白復帰を果たしており、小泉も第64回（2013年）にゲスト歌手という形で紅白に復帰している）。ベテランアイドル勢と入れ替わる様に光GENJI、中山美穂、工藤静香ら後に大活躍する新世代アイドル勢が初出場を果たしたのも、今回である。
- 南野陽子はこの年大河ドラマ「武田信玄」の出演や「吐息でネット」等のシングルがヒットし、紅白歌合戦出場の打診を受け、初出場者会見の日にドラマの現場からおめでとうと見送られてNHKに行くも「ごめんなさい、ミスでした。今回はナシです」と帰されてしまい、その後も出場のオファーは無かった[19]。
- この年「乾杯」がヒットした長渕剛はスケジュールが合わず出場を辞退した[20]。
- この年開催されたソウルオリンピックのNHK中継テーマソング（NHKはこの時からオリンピック中継の自局テーマソングを設けるようになった）「HEART & SOUL」を担当した浜田麻里も出場を辞退[21]。
- その他、松任谷由実、布施明（前回7年ぶり15度目の復帰出場）、井上陽水、サザンオールスターズ（この年デビュー10周年）も出場を辞退している[21]。
- マイケル・ジャクソンを出場させるというプランがあった。この年12月9日 - 26日まで9回の東京ドーム公演を開催するマイケルにそのまま日本に滞在してもらい、出場してもらうというものだった。結局、マイケルの出場は実現しなかったものの、これがこの後しばらく外国人歌手を紅白に出場させるケースを作り出した[3]。

## ゲスト出演者
- 島村俊治アナウンサー（オープニング実況、この年のソウルオリンピックでジャパンプール（現在のジャパンコンソーシアムにあたる）の一員として実況を務めた）
- SMAP（タレント。光GENJIのバックダンサー）
- 深井洋正（マジシャン。小泉今日子の曲紹介）

### 演奏ゲスト
- 林英哲（和太鼓。オープニング）
- 篠崎史子（ハープ。佐藤しのぶの伴奏）
- 船村徹（ギター。ちあきなおみの伴奏）

この他、TM NETWORKの曲の際には松本孝弘がギタリストとして演奏していた。松本にとっては、長年にわたり、これが唯一の紅白出演であった（2024年にB'zとして初出演、3曲を披露した）。